# Loodlijn (scheepvaart)
Een loodlijn is een lijn die haaks op de zomerlastlijn staat en deze aan de voor- en achterzijde van de romp snijdt. 
De voorloodlijn gaat door de voorzijde van het schip op de geladen waterlijn en voor de achterloodlijn gebruikt men meestal het hart van de roerkoning. De lengte tussen de loodlijnen (Lll) is vooral van belang voor sterkteberekeningen en  voorschriften van overheidsinstellingen en wordt door classificatiebureaus gehanteerd.